# Acer lobatum
Acer lobatum é uma espécie de árvore do gênero Acer, pertencente à família Aceraceae.